# Übungsleiter Bundeswehr
Der Übungsleiter Bundeswehr ist eine Qualifikation zum Sportausbilder innerhalb der Bundeswehr und ersetzt seit dem Jahr 2000 die Qualifikation „Sportleiter“.
Die Ausbildung zum Sportleiter wurde ab dem Jahr 2000 durch den Übungsleiter Bundeswehr ersetzt. Nach einer Übergangsphase sieht die ZDv 3/10 Sport in der Bundeswehr nur noch den Übungsleiter Bw zur Durchführung des Dienstsports vor.
Die Übungsleiter werden in enger Kooperation mit dem Deutschen Olympischen Sportbund (DOSB) ausgebildet. Die Ausbildung findet u. a. an der Sportschule der Bundeswehr statt. Die Ausbildung soll zur Durchführung der Sportausbildung für die Soldaten im Breitensport befähigen. Als Übungsleiter werden Offiziere und Unteroffiziere mit und ohne Portepee ausgebildet. Die Qualifikation  wird durch die Sportlehrer Truppe der Landeskommandos (ehem. Wehrbereichskommando) durchgeführt und sind maximal vier Jahre lang gültig.
Die übergeordnete Qualifikation ist der Fachsportleiter.